# Фентресс (округ)
Округ Фентресс (англ. Fentress County) располагается в штате Теннесси, США. Официально образован в 1823 году. По состоянию на 2010 год, численность населения составляла 17 959 человек.

## География
По данным Бюро переписи США, общая площадь округа равняется 1292,411 км2, из которых 1292,411 км2 — суша, и 1,036 км2, или 0,070 % — это водоёмы.

## Население
По данным переписи населения 2000 года в округе проживает 16 625 жителей в составе 6693 домашних хозяйства и 4818 семей. Плотность населения составляет 13,00 человек на км2. На территории округа насчитывается 7598 жилых строений, при плотности застройки около 6,00-ти строений на км2. Расовый состав населения: белые — 99,24 %, афроамериканцы — 0,11 %, коренные американцы (индейцы) — 0,15 %, азиаты — 0,10 %, гавайцы — 0,00 %, представители других рас — 0,03 %, представители двух или более рас — 0,37 %. Испаноязычные составляли 0,54 % населения независимо от расы.
В составе 31,60 % из общего числа домашних хозяйств проживают дети в возрасте до 18 лет, 57,30 % домашних хозяйств представляют собой супружеские пары, проживающие вместе, 11,30 % домашних хозяйств представляют собой одиноких женщин без супруга, 28,00 % домашних хозяйств не имеют отношения к семьям, 25,50 % домашних хозяйств состоят из одного человека, 11,10 % домашних хозяйств состоят из престарелых (65 лет и старше), проживающих в одиночестве. Средний размер домашнего хозяйства составляет 2,46 человека, и средний размер семьи — 2,94 человека.
Возрастной состав округа: 24,20 % — моложе 18 лет, 8,00 % — от 18 до 24, 28,10 % — от 25 до 44, 26,10 % — от 45 до 64, и 26,10 % — от 65 и старше. Средний возраст жителя округа — 38 лет. На каждые 100 женщин приходится 96,20 мужчин. На каждые 100 женщин старше 18 лет приходится 93,10 мужчин.
Средний доход на домохозяйство в округе составлял 23 238 USD, на семью — 28 856 USD. Среднестатистический заработок мужчины был 23 606 USD против 18 729 USD для женщины. Доход на душу населения составлял 12 999 USD. Около 19,50 % семей и 23,10 % общего населения находились ниже черты бедности, в том числе — 27,80 % молодежи (тех, кому ещё не исполнилось 18 лет) и 20,50 % тех, кому было уже больше 65 лет.